# Laguna Las Toscas
La laguna Las Toscas nace a partir del ensanchamiento del Río Salado en tierras bajas del Partido de Chacabuco en la Provincia de Buenos Aires, Argentina.
Es sencillo acceder a esta laguna desde la ciudad de Chacabuco, a través de la RN 7.

## Infraestructura
Cuenta con camping, bajada de embarcaciones, baños, quincho y churrasqueras con mesas aledañas que muchas personas utilizan en su tiempo libre para convocar a asados y disfrutar de la naturaleza. Se encuentra a 12 km de la RN 7 comunicándose con ésta a través de un camino consolidado en muy buen estado de conservación.

## Actividades
En la laguna se realizan todo tipo de actividades acuáticas, deportivas, pesca y recreación. En ciertas temporadas se siembran pejerreyes a fin de dar impulso a la pesca deportiva.
- Datos: Q3216228